# Зігмарінген
Зігмарінген (нім. Sigmaringen) — місто в Німеччині, знаходиться в землі Баден-Вюртемберг. Підпорядковується адміністративному округу Тюбінген. Входить до складу району Зігмарінген.
Площа — 92,85 км². Населення становить 16 916 ос. (станом на 31 грудня 2020).

## Географія

### Адміністративний поділ
Місто складається з таких районів:
| Герб          | Назва               | Населення | Площа   |
| ------------- | ------------------- | --------- | ------- |
| Sigmaringen   | Зігмарінген (центр) | 11.758    | 3429 га |
| Gutenstein    | Гутенштайн          | 512       | 1311 га |
| Jungnau       | Юнгнау              | 740       | 2235 га |
| Laiz          | Лайц                | 2856      | 979 га  |
| Oberschmeien  | Обершмеїн           | 434       | 1059 га |
| Unterschmeien | Унтершмаєн          | 263       | 490 га  |